# Je pense à vous
 Je pense à vous  es una película belga de género dramático escrita y dirigida por los Hermanos Dardenne en 1992. Se trata del segundo largometraje dirigido por ambos cineastas.

## Premisa
La esposa de un obrero metalúrgico no puede consolar a su marido después de que pierde su trabajo.

## Reparto
- Robin Renucci: Fabrice
- Fabienne Babe: Céline
- Tolsty: Marek
- Gil Lagay: Renzo
- Pietro Pizzuti: Laurent
- Angélique Astgen
- Suzanne Colin
- Claude Étienne
- Patrick Goossens
- Vincent Grass
- Pier Paquette
- Serge Péharpré: sindicalista
- Stéphane Pondeville
- Nathalie Uffner

## Premios
- Mejor Actriz en el Festival de Namur para Fabienne Babe.